# Обосник
Обосник је гора која се протеже на већем делу полуострва Луштица у Црној Гори, виша од 500 метара. Налази се на самом улазу у Бококоторски залив па је видљив и са отвореног мора, као и из Боке которске. Цео Обосник је пошумљен, а доминира медитеранска вегетација. На Обоснику се налазе многи значајни културно-историјски споменици попут манастира и цркава. Обосник се наставља на Грбаљ.